# Università di Aleppo
L'Università di Aleppo (in arabo جامعة حلب‎?, Jāmiʿat Ḥalab) è una università pubblica siriana. Fondata nel 1958, è situata ad Aleppo.

## Storia
Il primo nucleo della futura Università di Aleppo consisteva nella sola facoltà di ingegneria, aperta ad Aleppo nel 1946 e affiliata all'odierna Università di Damasco (denominata all'epoca Università siriana). Dopo la fine del dominio francese nel 1946, la Siria, da poco indipendente, aveva, infatti, una sola università.
Nel 1958 il governo siriano approvò una legge che istituì l'Università di Aleppo come seconda università del paese. Quando la nuova università aprì i battenti, nel 1960, era composta da due facoltà (ingegneria civile e agraria). L'università crebbe rapidamente nei decenni successivi, formando gli allievi nei campi dell'ingegneria, delle scienze e della letteratura, oltre a una forte enfasi sulle lingue, offrendo corsi di tedesco, russo, francese e inglese.
L'università è membro dell'European Permanent University Forum (EPUF), dell'Unione delle università del Mediterraneo (UNIMED) e della Corporazione regionale Confremo.
L'università ha programmi di cooperazione congiunti con molte istituzioni internazionali di istruzione superiore del mondo arabo, Stati Uniti, Argentina, Venezuela, Australia, Giappone, India, Malaysia, Iran, Armenia, Georgia, Turchia, Kazakistan, Russia, Spagna, Regno Unito, Germania, Francia, Italia, Austria, Norvegia, Polonia, Ucraina, Belgio, Bosnia ed Erzegovina, Ungheria e Moldavia.
Nel 2008 l'Università di Aleppo ha celebrato il suo giubileo d'oro.
Il 15 gennaio 2013 l'università è stata oggetto di una serie di attentati in cui sono rimaste uccise 82 persone e si sono registrati 160 feriti. Le esplosioni hanno colpito un'area intermedia situata tra i dormitori studenteschi e la sede della facoltà di architettura.